# Región de Aysén del General Carlos Ibáñez del Campo
La región de Aysén del General Carlos Ibáñez del Campo o simplemente región de Aysén es una de las dieciséis regiones en que se divide la República de Chile. Es la puerta de entrada a la Patagonia chilena o la llamada Zona austral del país. Su capital es Coyhaique. Ubicada en la Patagonia chilena, limita al norte con la región de Los Lagos, al este con las provincias de Chubut y Santa Cruz pertenecientes a Argentina, al sur con la región de Magallanes y de la Antártica Chilena y al oeste con el océano Pacífico. Con 108 328 habitantes en 2015 es la región menos poblada del país, y con 108 494 km², la tercera más extensa, por detrás de Magallanes y Antofagasta.
Políticamente la región es dirigida por un gobernador regional electo por voto popular, quien es el órgano ejecutivo del Gobierno Regional, presidiendo por derecho propio el Consejo respectivo. En las elecciones del año 2021, donde se eligió el primer titular de ese cargo, fue electa la militante del Partido Socialista Andrea Macías Palma, por el periodo comprendido entre el 14 de julio de 2021 y el 6 de enero de 2025. Posteriormente, el 14 de noviembre de 2024, luego de su derrota ante Marcelo Santana (UDI) en las elecciones de ese año, la Gobernadora Macías renunció a su cargo. Luego, el 22 de noviembre de 2024, fue electo como Gobernador Regional el consejero regional Omar Muñoz, por el periodo restante que concluye el 6 de enero de 2025.
Administrativamente, la región está compuesta por las provincias de Aysén, Capitán Prat, Coyhaique, General Carrera, que en total suman diez comunas. La capital regional y principal ciudad es Coyhaique, mientras Puerto Aysén es la segunda ciudad en importancia.

## Denominación

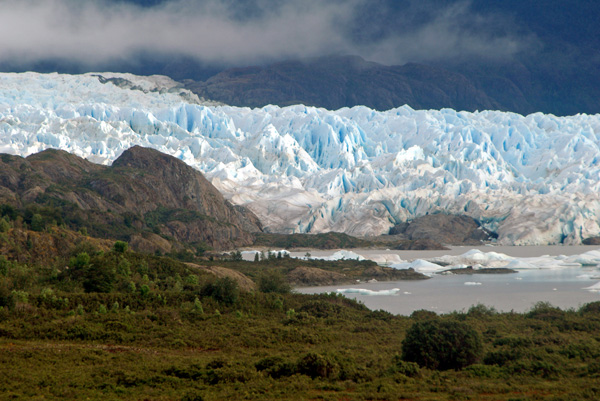
Los fiordos y glaciares de la región son algunos de los posibles orígenes del nombre «Aysén/Aisén».

No existe certeza del origen del nombre «Aysén», utilizado para designar la región desde al menos el siglo XVIII, aunque existen varias propuestas. Una de ellas propone que viene de un vocablo huilliche *achén o *aichirrn, que quiere decir «retorcido» o «desmoronado», característica típica de los fiordos de la zona, mientras otra vendría de una palabra de origen chono que significaría «que se interna más al interior» refiriéndose al fiordo de Aysén visto desde la costa del Canal Moraleda. Otro posible origen, postulado por Kémel Sade, es de una palabra compuesta del idioma gününa küne o aonikenk que se podría traducir como «rocas donde hay agua», aludiendo a las numerosas fuentes de agua en comparación al territorio más oriental donde habitaban estas tribus.
Una de las propuestas más controvertidas es que la región tomaría su nombre de las palabras ice end («fin de los hielos» en inglés). Este hecho se atribuiría al capitán del navío HMS Beagle, Robert Fitz Roy, que en su expedición por la costa de la región junto a Charles Darwin alrededor de 1835 habría señalado la zona en sus mapas con estas palabras. No obstante, el nombre Aysen ya aparece en los mapas del cartógrafo español José de Moraleda, elaborados a inicios de la década de 1790.
En la época de la colonización del territorio, era corriente la pronunciación grave y con artículo definido: el Aisen.
Pese a que la ortografía española contemporánea prefiere el uso del término «Aisén» con i, el nombre de la región suele escribirse con ye o y griega. En ambos casos, las palabras se pronuncian con el mismo sonido semivocal para la y/i, ya que el uso de la y corresponde a un arcaísmo de la ortografía del español, que aún se mantiene en la toponimia de algunas localidades españolas. El uso de ambas grafías es extendido, aunque «Aysén» es preferido localmente. Tanto el Instituto Geográfico Militar (IGM), encargado de reglamentar la toponimia chilena, como el Instituto Nacional de Estadísticas utilizaron la palabra «Aisén» hasta comienzos del siglo XXI, pero en 2010 el IGM decidió utilizar el nombre «Aysén», al igual que «Coyhaique» en lugar de «Coihaique» para la capital regional, que también presenta esta dualidad gráfica.
En cuanto a la denominación de «General Carlos Ibáñez del Campo», el Decreto Ley 712 de 1974 nombró a la región así por «la necesidad de rendir homenaje a la memoria del general Carlos Ibáñez del Campo por su destacada administración y constante lucha por levantar nuestra Nación».

## Historia

### Asentamientos prehispánicos

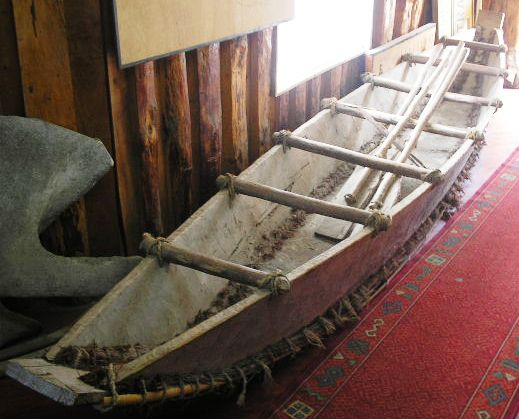
Reconstrucción de una dalca, usada antiguamente por los chonos en los canales aiseninos.

La arqueología de la Región de Aysén ha demostrado hasta el momento que los primeros poblamientos ocurrieron desde el oriente de la cordillera de los Andes. Algunas evidencias indican que aprox. desde hace 12 600 años, cazadores recolectores con amplia distribución en América alcanzaron este territorio en la porción continental de la Patagonia hasta el estrecho de Magallanes. Una migración importante habría ocurrido hace 9400 años, estableciéndose y modificando el desarrollo preexistente. Posteriormente, alrededor de hace 5000 años, nuevas poblaciones ingresan desde Magallanes, mientras otras lo hacían por el litoral, provocando un alza demográfica que desembocó en múltiples grupos diferenciados.
En la época de las exploraciones de los colonizadores españoles, en los siglos XVI y XVII, se reporta la presencia de diversos pueblos nómades canoeros, conocidos por diversos nombres y cuyas relaciones no están claras. Entre ellos, se hallaban los chonos y los kawésqar o alacalufes. En el territorio continental, en tanto, destacaban los nómades aónik'enk, conocidos también como tehuelches o patagones. Luego del contacto con los europeos, estos pueblos comenzaron a desaparecer a causa de las enfermedades, las incursiones esclavistas y las migraciones forzosas hacia Chiloé y posteriormente por las enfermedades, el alcoholismo y los asesinatos perpetrados por cazadores y aventureros.

### Exploraciones

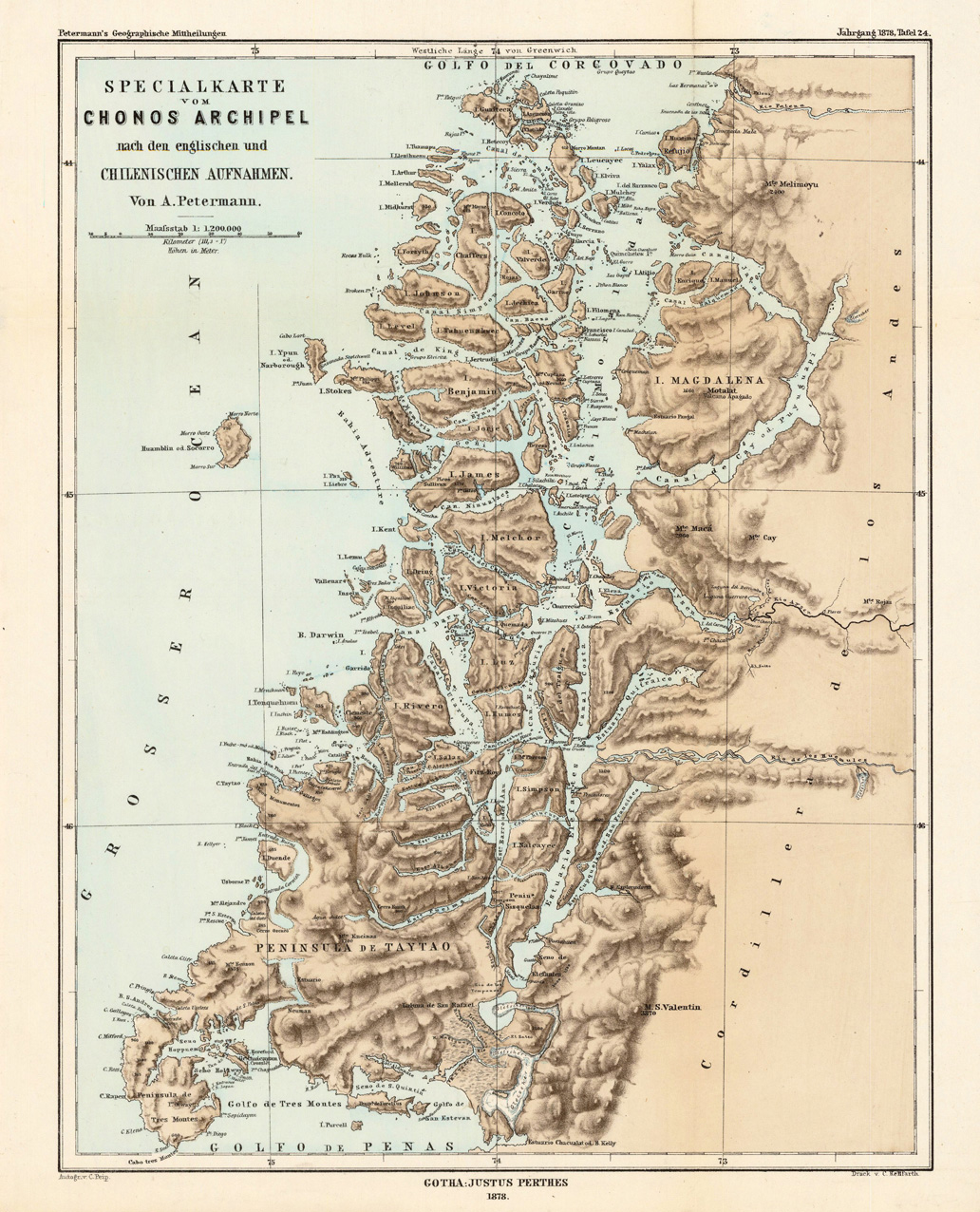
Mapa del archipiélago de los Chonos en 1878 por A. Petermann.

Aysén fue uno de los últimos lugares en el actual territorio chileno en ser explorados, colonizados e incorporados. El primero en visitar estas tierras fue Hernando de Magallanes, quien bautizó como «Provincia de la Trapananda» a las tierras que visualizó tras cruzar el estrecho, divisando un litoral quebrado y de elevados cerros que llamó «Tierras de Diciembre». Posteriormente, Pedro de Valdivia envía una expedición en 1553 a cargo de Francisco de Ulloa, quien logra llegar a la Península de Taitao, convirtiéndose en el primer navegante que toca estas tierras.
Durante la época colonial, los exploradores españoles apenas recorrieron los canales de Aysén y los que lo hicieron, intentaban encontrar infructuosamente el camino a la mítica Ciudad de Los Césares.
La región de Trapananda (actual Aysén) fue incorporada a los dominios de Chiloé siendo el área geográfica localizada entre medio del archipiélago de Chiloé y el estrecho de Magallanes, objetivo final a fortificar para el imperio español. Estos dominios abarcaban hasta el cabo de Hornos.
Entre el año 1557 y 1679 se efectuaron doce expediciones religiosas para explorar la región.
En las cartas antiguas la región de la Patagonia, entre los paralelos 48° y 50° Sur, aparecía ocupada casi exclusivamente por una gran isla denominada «Campana» separada del continente por el «canal de la nación Calén», nación que se supuso existió hasta el siglo XVIII entre los paralelos 48° y 49° de latitud sur.
En el año 1741 ocurre el naufragio del barco británico HMS Wager en la zona del archipiélago Guayaneco. Tras el suceso España aumentó su interés en la región, aumentando las expediciones al istmo de Ofqui y mandando misioneros franciscanos y jesuitas quienes trasladaron a canoeros.
En 1743 se realiza la expedición de Mateo Abraham Evrard a la isla Wager.
Entre los años 1762 y 1767 además del 1798 el jesuita J. Vicuña visitó la región. Juan Levien recibió un título de propiedad entre los paralelos 43° y 48° de latitud sur tras su ayuda a José de Moraleda.
En 1749 el rey Fernando VI de España ordenó la construcción del fuerte San Fernando de Tenquehuén en la península de Taitao, posteriormente desmantelado. Previamente el almirante inglés George Anson había promocionado la creación de un asentamiento de su país en la isla Inche.
En 1792 se realiza una expedición al mando de Francisco de Clemente y Miró junto a Luis Lasqueti a la isla Inche del archipiélago de Chonos.
Pescadores y campesinos de Chiloé navegaron la costa aysenina, especialmente en las cercanías de las islas Guaitecas, y se establecieron temporalmente para cazar lobos y nutrias marinas y extraer madera de ciprés de las Guaitecas. El primer asentamiento permanente en dichas islas fue el pueblo de Melinka, fundado en 1859 y la localidad más antigua de la región.
Algunas exploraciones científicas visitaron la zona, destacando la de Robert Fitz Roy en el HMS Beagle junto a Charles Darwin entre fines 1834 y comienzos de 1835, cuando recorrieron partes del archipiélago de los Chonos. En 1857, la Armada de Chile organizó una expedición a cargo del teniente Francisco Hudson, el que sin embargo naufragó y falleció. Cinco años después, el capitán Francisco Vidal Gormaz fue enviado a navegar por las costas de Chiloé continental y las Guaitecas. En 1870 la Armada de Chile encargó a Enrique Simpson la exploración de la costa occidental de la Patagonia, con el fin de ubicar un paso hacia los valles interiores, llegando al río bautizado en su honor.
Fuera de estas expediciones, la presencia chilena fue casi nula, a diferencia de lo ocurrido en el sector de Magallanes, mucho más al sur, donde el Estado estaba llevando a cabo una política de colonización. Durante la disputa fronteriza con Argentina por el dominio de la Patagonia hubo poco énfasis en la situación de las tierras deshabitadas de Aysén, concentrándose en la definición de los dominios en torno al estrecho de Magallanes y Tierra del Fuego. El límite entre Chile y Argentina, pasando por el sector de Aysén, fue delimitado en el Tratado de 1881, pero múltiples diferencias surgirían con el paso de los años por lo que Chile contrató al geógrafo alemán Hans Steffen para explorar la zona y apoyar la definición de las fronteras. Finalmente, las disputas entre chilenos y argentinos serían presentadas a la Corona británica quien definió la división del territorio en litigio en un laudo arbitral.

### Colonización

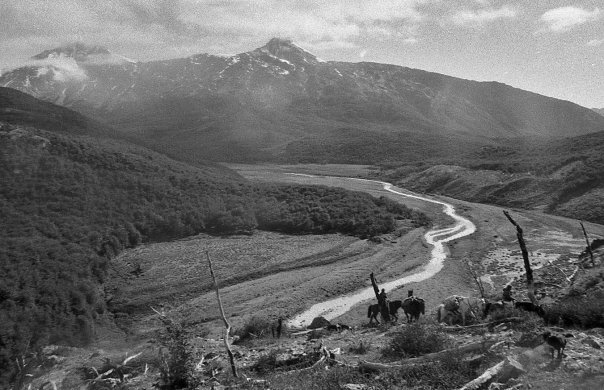
Valles de Aysén destruidos por incendios.

La población de Aysén fue iniciada por colonos chilotes principalmente. Hacia 1880 se instaló el primer asentamiento en el territorio continental, correspondiente a unas viviendas para los trabajadores de un aserradero de ciprés en el fiordo de Aysén,

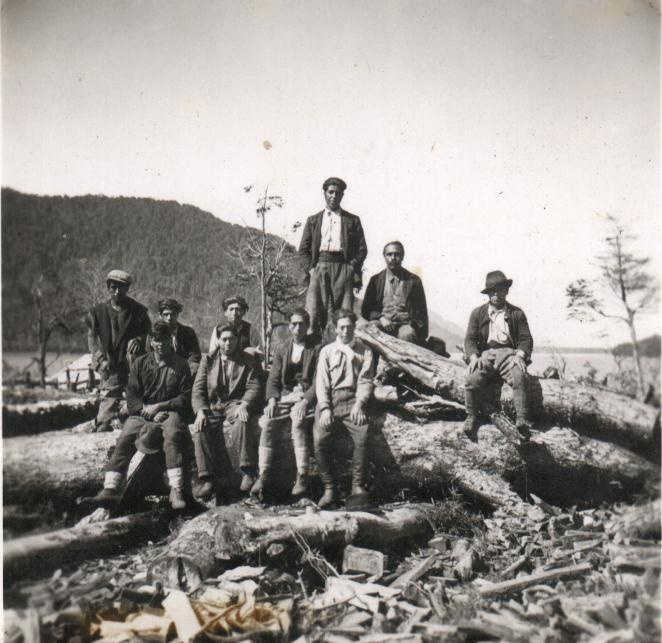
Trabajadores temporales originarios de Chiloé.

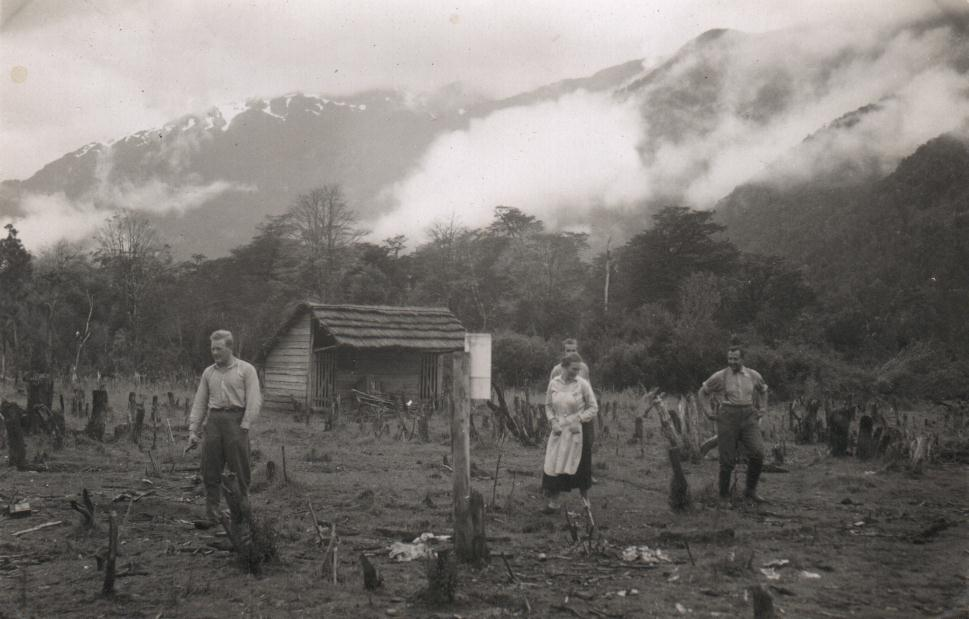
Inmigrantes alemanes en Puyuhuapi despejando la zona mediante incendios.

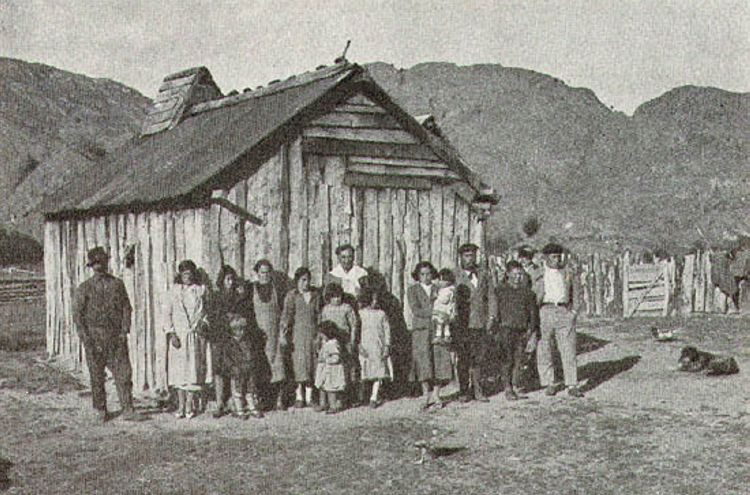
Un grupo de colonos en el río Baker.

El primer intento de colonización por parte del Estado de Chile se inició en esa misma década. En 1888 una veintena de familias chilotas llegó hasta la desembocadura del río Palena para instalarse en la isla Los Leones —en el mismo lugar donde posteriormente se fundaría Puerto Raúl Marín Balmaceda—, por lo que en enero de 1889 el gobierno de José Manuel Balmaceda creó la colonia de Palena (Bajo Palena), dependiente de la Intendencia de Llanquihue.
La Guerra Civil de 1891, la asunción de Jorge Montt como nuevo presidente y las posteriores negociaciones con Argentina para resolver los problemas limítrofes surgidos luego del tratado de límites de 1881 —que concluirían recién en 1902—, como también la lejanía y aislamiento de los colonos, hicieron que en los años siguientes el Estado chileno desistiera de colonizar la zona, por lo que para 1900 la gran mayoría de los colonos se había ido y la colonia estaba prácticamente abandonada.
La publicación del laudo de 1902 dio paso a que el gobierno chileno comenzara a explotar las tierras bajo su dominio. Para ello, el gobierno de Germán Riesco en 1903 entregó en arriendos grandes extensiones de tierras a diversas compañías ganaderas, destacando la Sociedad Industrial de Aysén, que ocupó los valles de Aysén, Simpson y Mañihuales, mientras la Anglo-Chilean Pastoral Co. fue concesionaria de más de 500 000 hectáreas alrededor del valle del río Cisnes aunque con éxito menor. Más al sur, la Sociedad Explotadora del Baker tuvo concesiones de más de 800 000 hectáreas, pero la dificultad del terreno y la lejanía a centros poblados provocaría su fracaso y la muerte de más de 50 trabajadores durante el invierno de 1906.
Recién en 1920 se instala una nueva aldea de leñadores en la costa, Tortel. Un flujo importante de colonos estuvo constituido por chilenos provenientes de Argentina, que se instalaron en algunos valles y en el entorno del lago Buenos Aires, enfrentándose con los intereses de las grandes ganaderas. El conflicto escaló y desencadenó en 1917 un enfrentamiento abierto, conocido como Guerra de Chile Chico, cuando el gobierno arrendó a un estanciero sueco terrenos habitados por colonos y luego intentó expulsarlos.
La resistencia de los colonos y el impacto en la sociedad chilena provocó la reducción de los privilegios de los grandes estancieros, que se quedaron en los sectores orientales de la región, y el Estado decidió apoyar a la pequeña propiedad. El empuje colonizador, sin embargo, provocó un importante daño a la región debido a la quema de grandes extensiones de bosque nativo con el objetivo de volver apto el suelo para el ganado, destruyendo el ecosistema y acelerando la erosión de los suelos, daños que se pueden observar hasta la fecha.
En 1924, Puerto Aysén es fundada oficialmente como primer puerto al servicio de la incipiente industria ganadera, mientras cinco años después en el interior se fundaba Baquedano (actual Coyhaique) en el antiguo casco de la SIA. Recién durante la década de 1930 comienza a intensificarse la colonización en las costas de la región de Aysén, con la fundación de Puyuhuapi en 1935 por parte de inmigrantes alemanes, Puerto Raúl Marín Balmaceda (1940) y Puerto Cisnes (1952). Ingresando por los ríos de la zona, en la década de 1940, los colonos comenzaron a ocupar tierras hacia el interior, destacando las localidades de La Junta, Campo Grande, Villa Mañihuales y la ribera del río Simpson.

### Incorporación del territorio
Debido a la ausencia total de presencia gubernamental en la zona durante todo el siglo XIX, el estatus de Aysén nunca fue de gran relevancia. Según la ley de 1861 que la creó, el límite sur de la provincia de Llanquihue era el límite norte del Territorio de Magallanes —es decir, el paralelo 47° S—, aunque en 1863 se fijó el límite sur del departamento de Carelmapu, el más austral de Llanquihue, en el fiordo Comau (excluyendo el archipiélago de Chiloé). Posteriormente, en 1885 la zona comprendida entre el fiordo Comau y el río Rayas (al norte del lugar donde se fundaría la ciudad de Chaitén, frente a isla Talcán) fue asignada al departamento de Quinchao, límite refrendado posteriormente en 1891 con la Ley de Comuna Autónoma. Sin embargo, la gobernación marítima de Chiloé y la de Magallanes estaban separadas en el paralelo 47° S, donde aproximadamente se encuentra la península de Tres Montes. Estas diferencias generaron varias confusiones, por lo que recién en 1894 el gobierno, mediante decreto, determinaría que el territorio comprendido entre los paralelos 42° S y 47° S, y que no hubiera sido asignado por disposiciones anteriores a la provincia de Chiloé, formaba parte del departamento de Llanquihue.
El 7 de junio de 1915 se creó la 7.ª subdelegación del departamento de Llanquihue, denominada «Valle Simpson», cubriendo las tierras entre el río Rayas y el paralelo 47° S, siendo la primera organización formal sobre parte de Aysén. El censo de 1920 contabilizó a un total de 514 personas en las zonas bajo la SIA (228 en Puerto Aysén y 158 en Coyhaique) y de 1146 colonos independientes. Durante esa época, comenzaron a instalaron algunos servicios públicos como estafetas de correo en Aysén, Baquedano y Valle Simpson, donde también había una escuela; pese a ello, la casi totalidad de la economía y el desarrollo dependían del intercambio de productos con las vecinas y accesibles localidades argentinas al otro lado de la frontera.
Ante el crecimiento de la población en la región y una reforma general al sistema administrativo, el 30 de diciembre de 1927 se creó el Territorio de Aysén, con capital en Puerto Aysén, y dos años después fue elevado a provincia. La nueva división, sin embargo, comprendía únicamente el territorio continental, dejando a los archipiélagos de las Guaitecas y de los Chonos en el departamento de Castro (parte de la provincia de Chiloé). El territorio, en tanto, fue dividido en cuatro comunas-subdelegaciones: Yelcho, Aysén, Lago Buenos Aires y Baker. Con la nueva organización, se instalaron diversas oficinas públicas, como tribunales, notarías y policía, durante los años 1930. Recién en 1936, los habitantes de Aysén fueron incorporados en los registros electorales.
En 1930, el número de habitantes llegó a 8700, concentrados principalmente en la comuna de Aysén (6835). Puerto Aysén, el único centro urbano propiamente tal, llegó a 2051 personas. El cambio demográfico que comienza a vivir la región, al establecerse familias completas y no únicamente trabajadores aislados, se refleja en el aumento de la presencia femenina, pasando a constituir un 45 % del total en 1930, un importante aumento comparado con el 20 % promedio que se registraba diez años antes. Puerto Aysén comenzó a desarrollarse, especialmente gracias a las mejoras en el transporte marítimo hacia Puerto Montt, que ya no la hacían dependiente del comercio fronterizo. Por el contrario, el poblado de Balmaceda, cerca de la frontera con Argentina, empezó una espiral de decadencia al volcarse el comercio al Pacífico a través del puerto y la prohibición de acceso a 5 km del límite, territorio donde se encontraba la comunidad. Muchos de los habitantes comenzaron a trasladarse hacia Baquedano, renombrada como Coyhaique en 1938, y convertida en comuna en 1947.

### Organización y regionalización

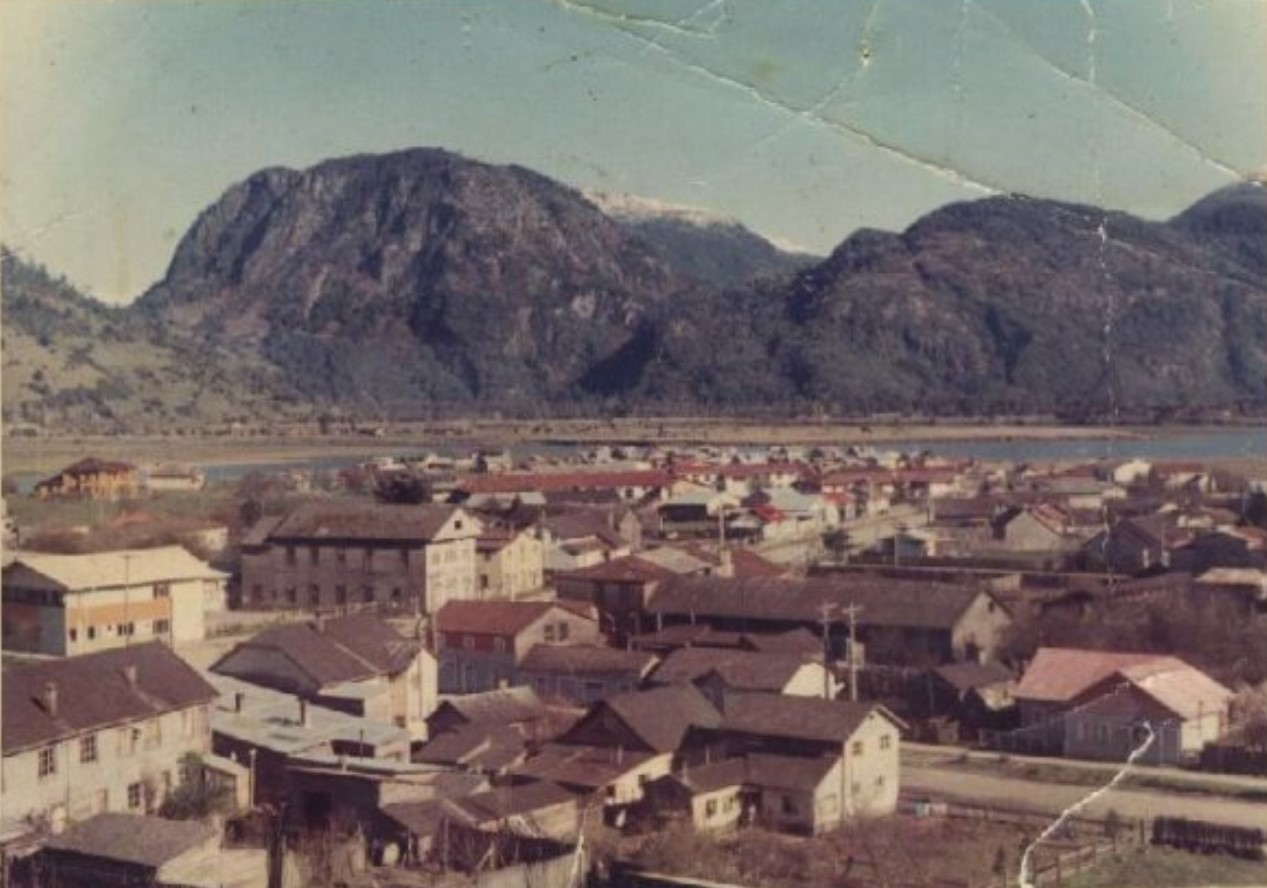
Vista de Puerto Aysén en la década de 1950 desde el cerro Mirador.

Sucesivas reformas administrativas transfirieron el sector norte de Aysén a la provincia de Chiloé. Así, el territorio del Yelcho pasó al departamento de Quinchao en 1936, y luego al recién creado departamento de Palena en 1959. Ese mismo año, la antigua provincia de Aysén fue reformada creando los departamentos de Aysén, Coyhaique y Chile Chico y renombrando el lago Buenos Aires como «lago General Carrera».
En tanto, la falta de conocimiento de la zona durante el proceso de definición de las fronteras generó un nuevo problema con Argentina durante los años 1960. Las tierras en torno a la laguna del Desierto, desconocidas a la fecha del arbitraje, fueron reclamadas por este último país en esa época. En 1965, un enfrentamiento entre carabineros y gendarmes argentinos terminó con la muerte del teniente Hernán Merino, lo que complicó las relaciones entre ambos países. Un laudo arbitral convocado tras el tratado de 1984 entre ambos países finalmente entregó el territorio a Argentina en 1994.
La disputa por la laguna llevó al gobierno chileno a intentar reforzar la soberanía sobre el territorio de Aysén. Se fundó Villa O'Higgins en las costas del lago homónimo y se presentaron diversas propuestas para mejorar el transporte interno de la región. En 1969, el presidente Eduardo Frei Montalva inauguró el aeropuerto Balmaceda con el fin de mejorar las operaciones de los incipientes vuelos desde y hacia Aysén. Recién, durante la dictadura militar, comenzaron en 1976 las labores del Cuerpo Militar del Trabajo para unir Aysén con el resto del país a través de la Carretera Austral, la que ha sido abierta por tramos hasta el día de hoy.
En el marco del proceso de regionalización que se realizó en todo el país, la antigua provincia de Aisén fue convertida en la «XI Región», con capital en Coyhaique, tras la publicación del Decreto Ley 575 del 13 de julio de 1974. Unos meses después, la región recibió el nombre de «Región Aysen del General Carlos Ibáñez del Campo» (sic) y en 1975 fueron incorporadas las islas Guaitecas y parte de la cuenca del río Palena, pertenecientes hasta esa fecha a la Región de Los Lagos.

### Aysén en elsigloXXI

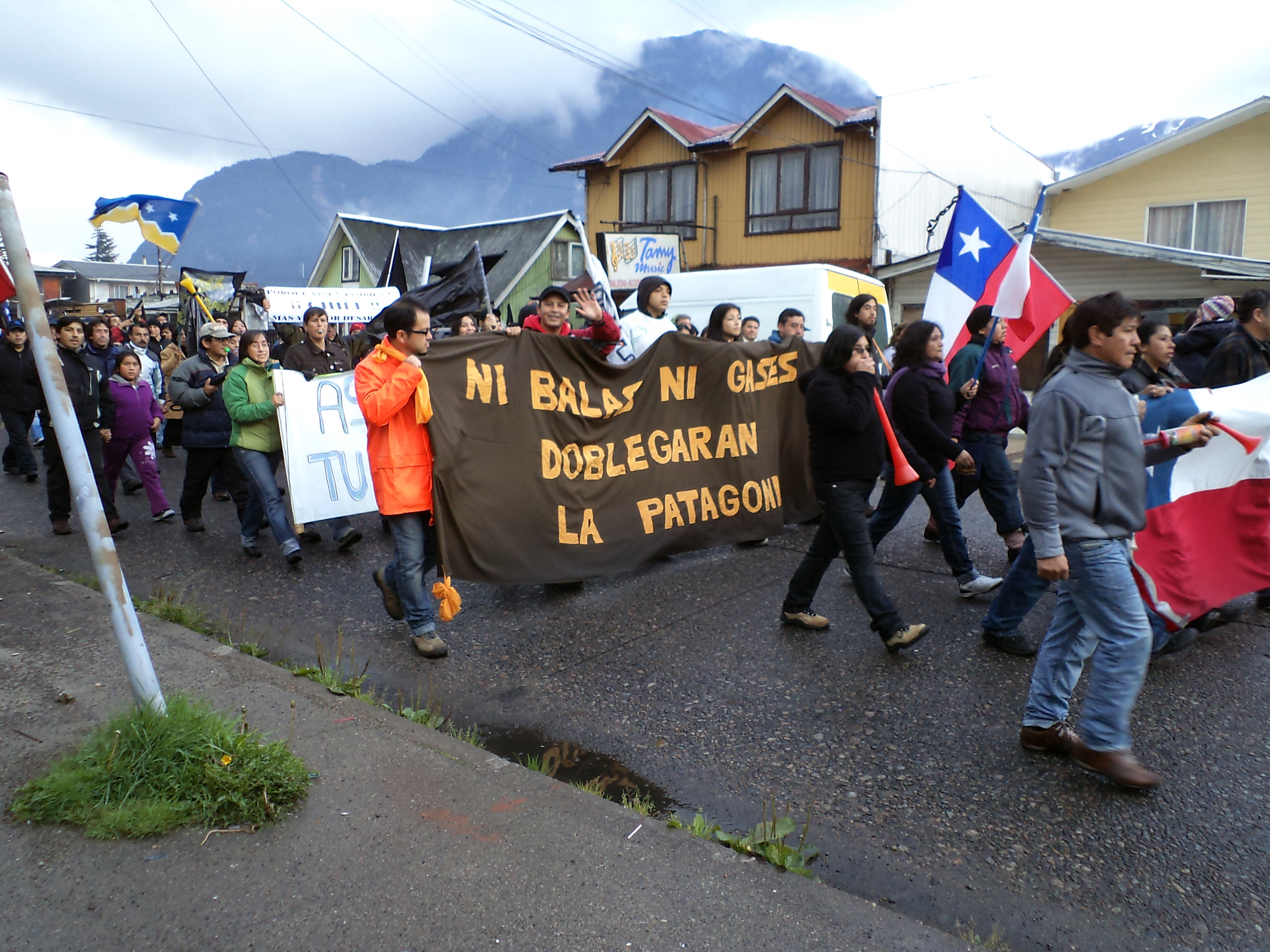
Una marcha en Puerto Aysén en el marco de las protestas de 2012 por mejorar las condiciones de vida de la región.

Hacia fines del siglo XX, la población de la Región de Aysén creció de forma importante, pasando de 66 361 en el año 1982 a 91 492 en 2012, aunque se mantuvo como la región menos poblada del país. La economía de la región en tanto comenzó a desarrollar el turismo como importante fuente de ingresos.
Tras una serie de sismos menores, el 21 de abril de 2007 se produjo un terremoto de magnitud 6,2 en el fiordo de Aysén. Aunque el movimiento telúrico dejó daños menores en la infraestructura, un deslizamiento de tierra provocó un tsunami que arrasó con viviendas aledañas al fiordo y provocó la muerte de 10 personas.
En febrero de 2012, una serie de protestas se inició en la región para exigir al gobierno de Sebastián Piñera mejoras en las condiciones de vida en la zona, afectadas de forma importante por los altos costos de los servicios básicos, alimentos, combustibles, así como una mejora en los servicios médicos y una solución al desempleo. Las protestas hicieron hincapié también en los altos niveles de centralización de Chile, el aislamiento que atraviesa la región y la poca atención que recibe desde Santiago.

## Gobierno y administración

### División político-administrativa
La región de Aysén del General Carlos Ibáñez del Campo, que tiene por capital a la ciudad de Coyhaique, para efectos del gobierno y administración interior, se divide en cuatro provincias:
- Provincia de Aysén, cuya capital es Puerto Aysén.
- Provincia Capitán Prat, cuya capital es Cochrane.
- Provincia de Coyhaique, cuya capital es Coyhaique.
- Provincia General Carrera, cuya capital es Chile Chico.

Mientras que estas tres provincias se subdividen en 10 comunas ―Guaitecas, Cisnes, Lago Verde, Coyhaique, Aysén, Río Ibáñez, Chile Chico, Cochrane, O'Higgins y Tortel―.
| \| Provincia \| Capital \| Comuna \| \| --------------- \| ------------ \| ----------- \| \| Aysén \| Puerto Aysén \| Cisnes \| \| Aysén \| Puerto Aysén \| Guaitecas \| \| Aysén \| Puerto Aysén \| Aysén \| \| Capitán Prat \| Cochrane \| Cochrane \| \| Capitán Prat \| Cochrane \| O'Higgins \| \| Capitán Prat \| Cochrane \| Tortel \| \| Coyhaique \| Coyhaique \| Coyhaique \| \| Coyhaique \| Coyhaique \| Lago Verde \| \| General Carrera \| Chile Chico \| Chile Chico \| \| General Carrera \| Chile Chico \| Río Ibáñez \| | Guaitecas Cisnes Lago Verde Coyhaique Aysén Río Ibáñez Chile Chico Cochrane O'Higgins Tortel |             |
| Provincia | Capital                                                                                      | Comuna      |
| Aysén | Puerto Aysén                                                                                 | Cisnes      |
| Aysén | Puerto Aysén                                                                                 | Guaitecas   |
| Aysén | Puerto Aysén                                                                                 | Aysén       |
| Capitán Prat | Cochrane                                                                                     | Cochrane    |
| Capitán Prat | Cochrane                                                                                     | O'Higgins   |
| Capitán Prat | Cochrane                                                                                     | Tortel      |
| Coyhaique | Coyhaique                                                                                    | Coyhaique   |
| Coyhaique | Coyhaique                                                                                    | Lago Verde  |
| General Carrera | Chile Chico                                                                                  | Chile Chico |
| General Carrera | Chile Chico                                                                                  | Río Ibáñez  |

### Autoridades
La administración de la región del poder ejecutivo radica en el Gobierno Regional de Aysén del General Carlos Ibáñez del Campo, constituido por el Gobernador de Aysén del General Carlos Ibáñez del Campo y por el Consejo Regional, además de contar con la presencia del Delegado Presidencial regional de Aysén del General Carlos Ibáñez del Campo y a tanto el Delegado Presidencial Provincial de Aysén, el Delegado Presidencial Provincial del General Carrera y el Delegado Presidencial Provincial del Capitán Prat, representantes del gobierno central del país.
Para los efectos de la administración local, las provincias están divididas a su vez en 10 comunas ―Guaitecas, Cisnes, Lago Verde, Coyhaique, Aysén, Río Ibáñez, Chile Chico, Cochrane, O'Higgins y Tortel― en total regidas por su respectiva municipalidad.
El poder legislativo se encuentra representado y dividido territorialmente a través de la 14.º circunscripción del Senado de Chile constituido por dos senadores y el 27.º distrito electoral -compuesto por tres diputados- de la Cámara de Diputados, los cuales representan a los ciudadanos de la región.

#### Gobernador Regional
- Marcelo Santana Vargas (UDI)

#### Delegado Presidencial Regional
- Jorge Díaz Guzmán (PPD)

#### Delegado Presidencial Provincial
- Provincia de Aysén: Rodrigo Moreno Rivera (PPD)
- Capitán Prat: Marta Montiel (PPD)
- General Carrera: Cristóbal Barceló Veas (Ind.)

#### Alcaldes
| Comuna      | Alcalde                    | Partido | Comuna     | Alcalde                 | Partido |
| ----------- | -------------------------- | ------- | ---------- | ----------------------- | ------- |
| Aisén       | Luis Martínez Gallardo     | UDI     | Guaitecas  | Bans Puinao Carimoney   | EVOP    |
| Chile Chico | Ariel Keim Hermosilla      | Ind.    | Lago Verde | Claudia Valdés Vásquez  | Ind-PPD |
| Cisnes      | Francisco Roncagliolo Lepo | RN      | Río Ibáñez | Marcelo Jelvez Cárdenas | UDI     |
| Cochrane    | Patricio Ulloa Georgia     | UDI     | Tortel     | Abel Becerra Vidal      | Ind-PPD |
| Coyhaique   | Carlos Gatica Villegas     | PDC     | O'Higgins  | Jose Fica Gómez         | PDC     |

#### Parlamentarios

##### Senadores
| Circunscripción | Senadores                                 | Partido     |
| --------------- | ----------------------------------------- | ----------- |
| 14              | David Sandoval Plaza Ximena Órdenes Neira | UDI Ind-PPD |

##### Diputados
| Distrito | Diputados                                                          | Partido     |
| -------- | ------------------------------------------------------------------ | ----------- |
| 27       | Miguel Ángel Calisto Águila René Alinco Bustos Marcia Raphael Mora | DEM Ind. RN |

#### Secretarías regionales ministeriales
| Hacienda                            | Sin Secretaría Regional  | Sin Secretaría Regional |
| Seguridad Pública                   | Ruth Vallejos Cuitiño    |                         |
| Gobierno                            | Úrsula Mix Jiménez       |                         |
| Economía, Fomento y Turismo         | Felipe Rojas Pizarro     | FA                      |
| Desarrollo Social y Familia         | Karina Acevedo Auad      | PR                      |
| Educación                           | Isabel Garrido Casassa   | PCCh                    |
| Justicia y Derechos Humanos         | Samuel Navarro Castro    | PCCh                    |
| Trabajo y Previsión Social          | Camila Covarrubias       |                         |
| Obras Públicas                      | Paloma Jara Valdés       |                         |
| Salud                               | Carmen Monsalve Gómez    | Ind.                    |
| Vivienda y Urbanismo                | Paulina Ruz Delfín       | PPD                     |
| Bienes Nacionales                   | Irina Morend Valdebenito | Ind.                    |
| Agricultura                         | Eugenio Ruiz Espinoza    | PS                      |
| Minería                             | Juan Vásquez Alarcón     |                         |
| Transportes y Telecomunicaciones    | Hans Zimmermann Dueñas   | PCCh                    |
| Energía                             | Tomás Laibe Sáez         | PS                      |
| Medio Ambiente                      | Yoal Díaz Reyes          | FA                      |
| Deporte                             | María Eugenia Durán      | FA                      |
| Mujer y Equidad de Género           | Isidora Gacitúa Goles    |                         |
| Culturas, las Artes y el Patrimonio | Felipe Quiroz Vásquez    | FA                      |

## Geografía

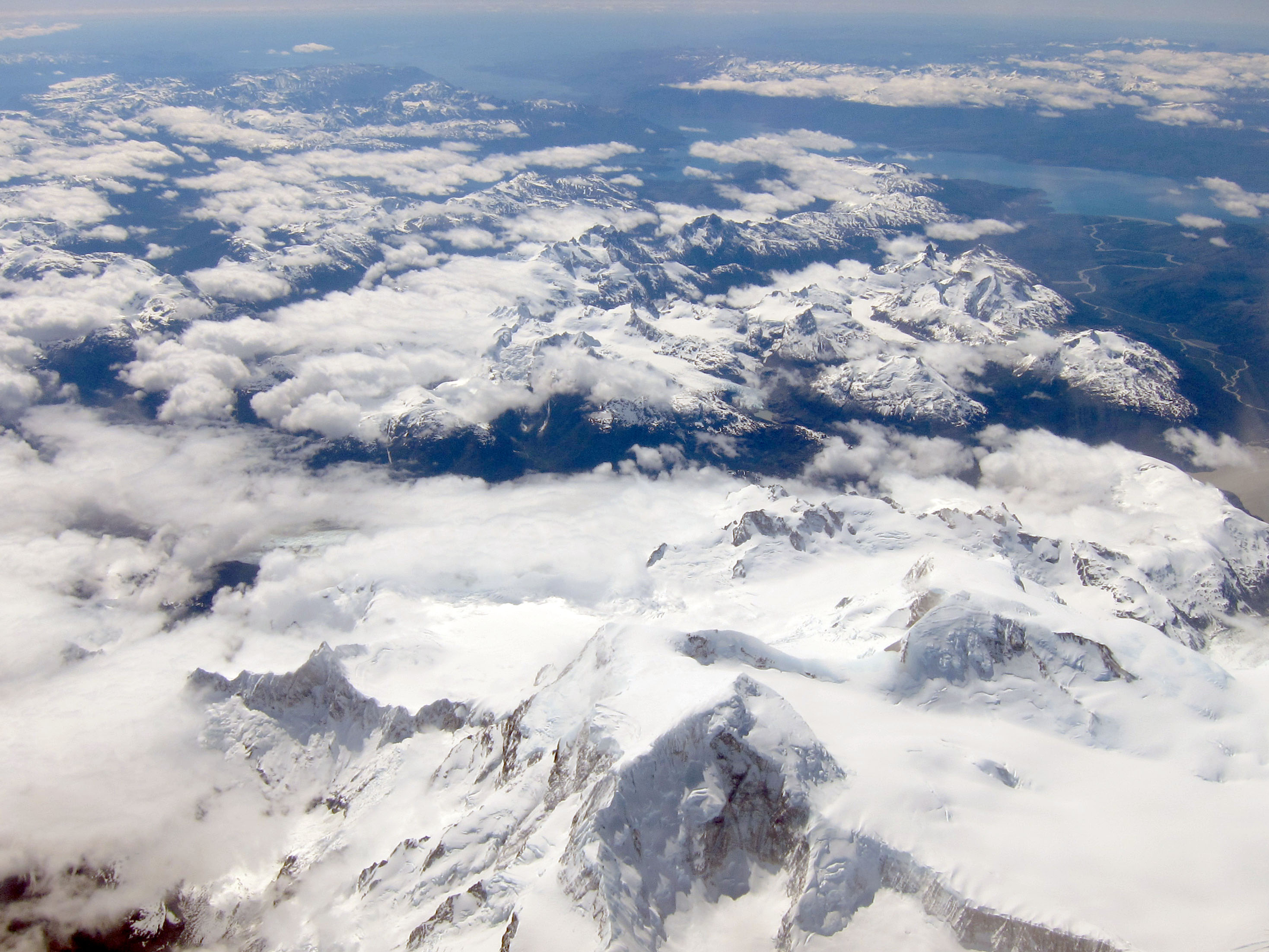
Vista del cerro San Valentín, el más alto de la zona

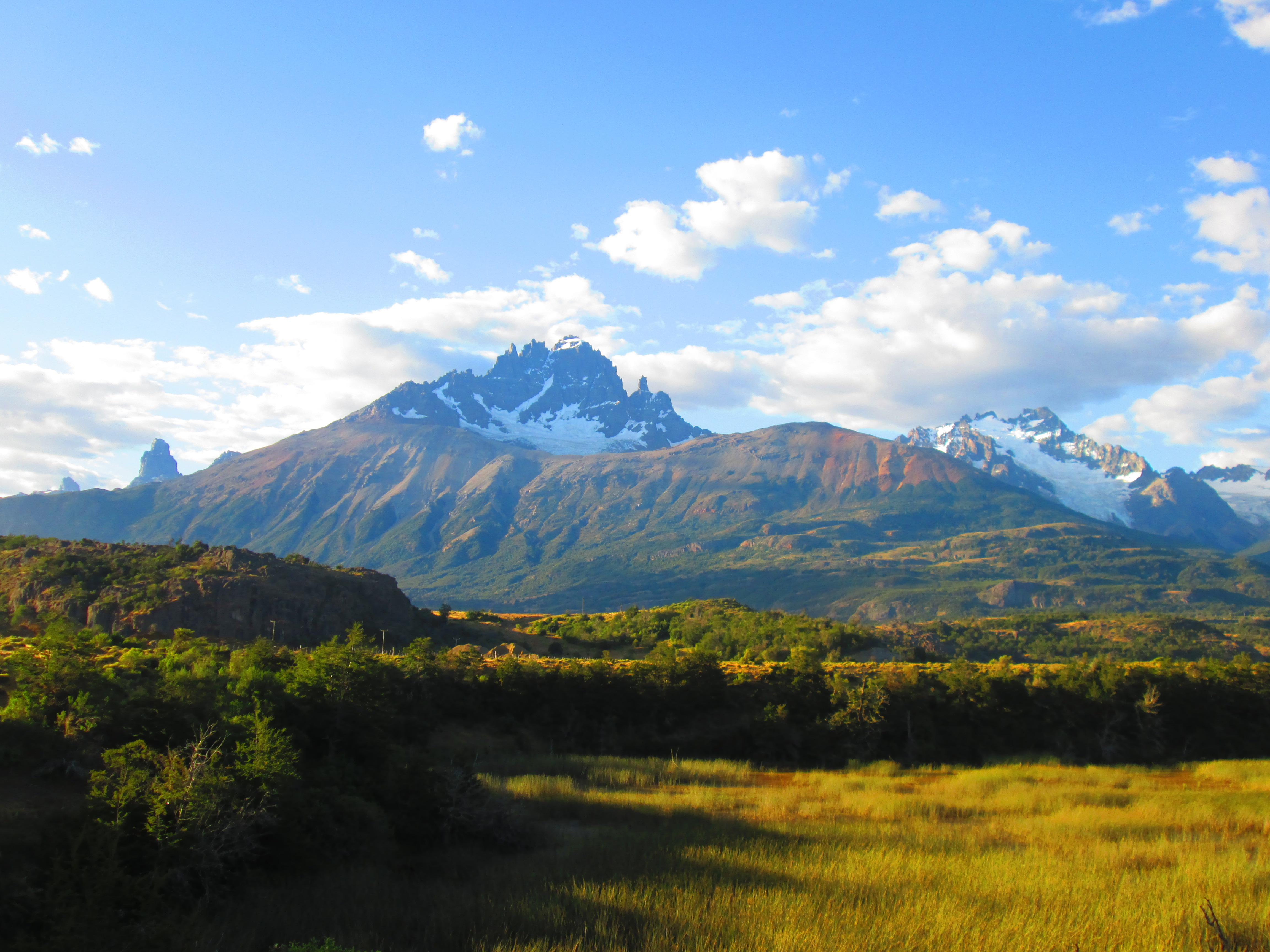
Vista de la cordillera Castillo

La desgarrada fisonomía de las regiones australes es el producto de diversos factores tectónicos y glaciales. En primer término, en el pasado existió un hundimiento del territorio, originado sobre todo en la tectónica provocada por la conjunción, frente a la península de Taitao, de tres placas: la de Nazca y la Antártica, que se desplazan hacia el este, y la Sudamericana, que mueve hacia el oeste- Este tectonismo ocasionó un apreciable hundimiento del borde de la placa Sudamericana, que trajo consigo una baja en el nivel de los suelos, fenómeno palpable en la fragmentación del territorio y en la invasión del mar en los sectores hundidos, generándose un sinnúmero de islas.
Un segundo elemento modelador del paisaje fue la intensa actividad glacial, de la cual aún quedan evidencias en los Campos de Hielo Norte y Sur. La potente acción de los hielos esculpió profundos valles, que después del hundimiento originaron los múltiples fiordos existentes en las orillas de los canales. Las principales cumbres de la región son: cerro San Valentín (3910 m s. n. m.), Cochrane o San Lorenzo (3707 m s. n. m.), Fitz Roy (3406 m s. n. m.); volcán Lautaro (3380 m s. n. m.); cerros Hyades (3100 m s. n. m.), O'Higgins (2910 m s. n. m.), Baker (2730 m s. n. m.), Jeinemeni (2600 m s. n. m.); volcán Hudson (1905 m s. n. m.); cerros Melimoyu (2400 m s. n. m.) y Alto Nevado (2255 m s. n. m.).
La cordillera de la Costa desaparece como tal al sur de la Isla Grande de Chiloé y luego solo se manifiesta en sus partes altas, que corresponden a las islas del archipiélago de los Chonos. Resurge en la península de Taitao, desapareciendo en la península de Tres Montes. Los archipiélagos al sur del golfo de Penas ya no corresponden a las partes altas de la cordillera de la Costa, sino que estribaciones fragmentadas de la cordillera de los Andes, modeladas por la acción glacial.

### Clima
Hay dos tipos de clima: uno es el clima oceánico lluvioso, existente en los archipiélagos y fiordos, y otro estepárico, más frío y seco, a medida que se avanza hacia al oriente.
Avanzando hacia el oriente, el clima se torna más extremo en lo referido a las temperaturas y se produce un fuerte decrecimiento en las precipitaciones (homologable al fenómeno de continentalidad de Santiago de Chile en el clima mediterráneo). Esta continentalidad, también se manifiesta por inviernos rigurosos con frecuentes nevadas y escarchas. Así, en Coyhaique, las temperaturas y precipitaciones promedio son de 8,2 °C y 1206 mm, y en Balmaceda, ubicado solo unos 30 km más al este, las mismas mediciones arrojan 6,4 °C y 612 mm, respectivamente. De la misma manera las temperaturas mínimas extremas pueden alcanzar -29 °C y -38 °C respectivamente.
En la región está incluido en su totalidad el Campo de Hielo Norte y una porción menor del Campo de Hielo Sur, que se extiende por más de 500 kilómetros en la Región de Magallanes y de la Antártica Chilena, los que presentan un clima subpolar.

## Economía
En 2018, la cantidad de empresas registradas en la región de Aysén fue de 2.929. El Índice de Complejidad Económica (ECI) en el mismo año fue de -0,8, mientras que las actividades económicas con mayor índice de Ventaja Comparativa Revelada (RCA) fueron Extracción de Oro y Plata (63,21), Organizaciones y Órganos Extraterritoriales (49,26) y Pesca Industrial (47,52).
Debido a su lejanía de los centros más poblados del país y su tardía incorporación al quehacer nacional, Aysén tiene una escasa actividad económica en relación con la zona central, pero de buen y creciente desarrollo. Además del turismo, el sustento económico está dado por la ganadería, por la industria forestal y por algo de minería y de extracción e industrialización de productos marinos. Otro gran potencial local es la generación de energía eléctrica, ya que es la región más rica en recursos hidroeléctricos de todo el territorio nacional; pero el costo de su conducción a zonas más pobladas y la pérdida energética que tal conducción generaría son muy altos. En 2007 fue puesto en marcha el megaproyecto Hidroaysén, de las empresas Endesa y Colbún, pero finalmente fue cancelado en 2017.

### Agricultura y ganadería

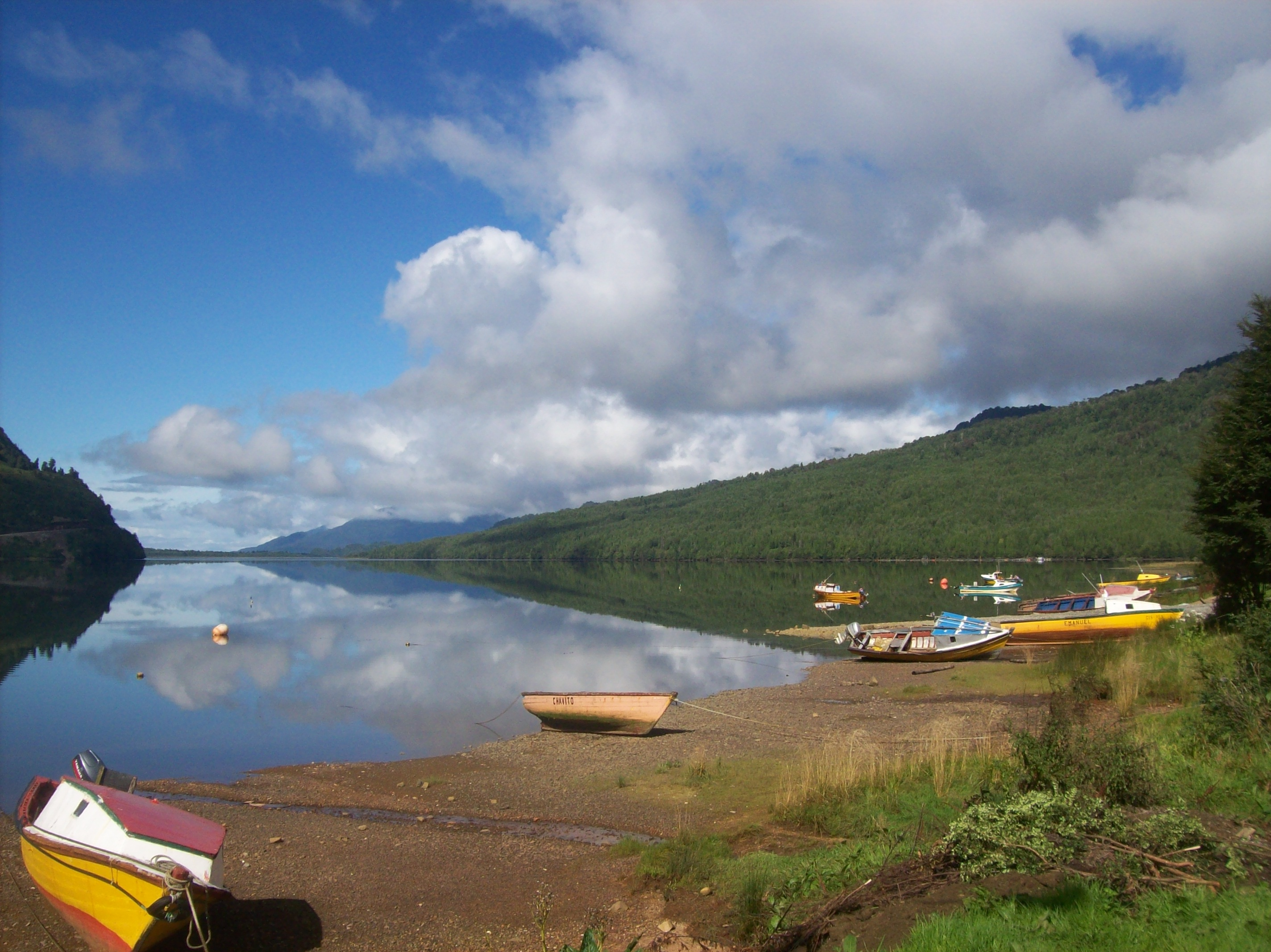
Vista del fiordo de Puyuhuapi.

Dada la conformación del relieve, las gélidas condiciones climáticas y la delgadez y pobreza de los suelos, la región no ha podido desarrollar una vocación agrícola; solo se ha podido realizar esta actividad productiva en algunos sectores, en especial del este, que tienen mejores condiciones microclimáticas, como es el caso de Chile Chico, al sureste del lago General Carrera, o Puerto Ibáñez, en la ribera norte del mismo lago. Otra forma en que se ha desarrollado la agricultura, sobre todo para consumo local, es en cultivos de invernadero. Los principales cultivos regionales son la papa, avena, arvejas, habas, lechugas, ruibarbo y algunos berries. En el rubro frutícola, existe producción de ciruelos, guindos, manzanas y peras. En las localidades de Chile Chico y Puerto Ibáñez destacan también los damascos y cerezos.

El rubro pecuario es la principal actividad económica de la Undécima Región y que le entrega su sello en lo cultural. Destaca la producción ganadera, en especial de bovinos, con alrededor de un millón de cabezas, las que producen alrededor de 13 millones de litros de leche al año. Y también de ovinos que producen carne y lana, con alrededor de medio millón de cabezas. Existe, además, producción de equinos, con un número cercano a las 20 000 cabezas; porcinos, con escasas 8000 cabezas, y de aves de corral, con alrededor de 100 000 cabezas.

### Silvicultura
A pesar de que más del 45 % de la superficie regional tiene aptitud forestal, este sector aún no tiene todo el desarrollo que podría potencialmente tener, debido sobre todo a que los fletes encarecen la producción de madera elaborada. No obstante, existe utilización local del bosque nativo y algunas plantaciones de especies, sobre todo del género Pinus, adaptadas al clima. El total de superficies de bosque entre nativo, renoval, adulto y mixto asciende a las 4 823 55,7 ha. Los incendios forestales, en cuanto a la ocurrencia y superficie afectada, son bajos. El sector silvoagropecuario satisface casi el 22,5 % de la mano de obra de Aysén.

### Pesca y acuicultura
La zona de los canales es pródiga en productos del mar, tales como mariscos y pescados, en especial los primeros, entre los que destacan los choritos (Mytilus chilensis) y erizos comestibles (Loxechinus albus). Entre los peces destacan, por su captura, el congrio dorado (Genypterus blacodes) y brótula (Salilota australis). La mayor parte de la pesca regional se destina a la industrialización, para la posterior exportación.
En los canales y fiordos de ayseninos también se desarrolla el cultivo de salmón, principalmente de salmón Atlántico y en menor medida de salmón Coho y de trucha arcoíris. En 2018 se cosecharon en la región 380 048 toneladas de salmonídeos, equivalentes al 41,1 % de la producción nacional.

### Industria y energía

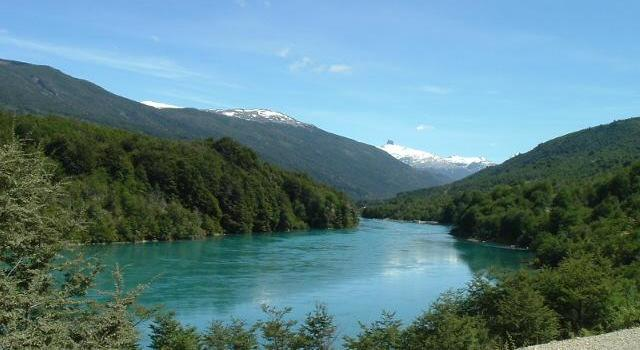
El potencial hidroeléctrico del río Baker pretende ser aprovechado por el proyecto Hidroaysén, pese al rechazo de parte importante de la ciudadanía.

La región de Aysén tiene un creciente desarrollo industrial, favorecido con la apertura de la Carretera Austral y con la reciente nominación de la región como puerto libre. Destaca la actividad industrial ligada al rubro pecuario, tales como mataderos, curtiembres y frigoríficos, packing de carne de exportación, en especial de cordero y liebre; planteles lecheros y laneros.
El sistema de generación, transmisión y distribución de energía eléctrica de Aysén es operado por una única empresa, Edelaysén S.A, atendiendo a un total cercano a los 90 000 clientes. La capacidad instalada de Edelaysén es, a diciembre de 2005. de 23,41 MW, constituido en un 63,86 % por centrales termoeléctricas, 27,68 % por hidroeléctrico y 8,46 % por generadores eólicos. Para más información, vea 
Sistema Eléctrico de Aysén

### Turismo

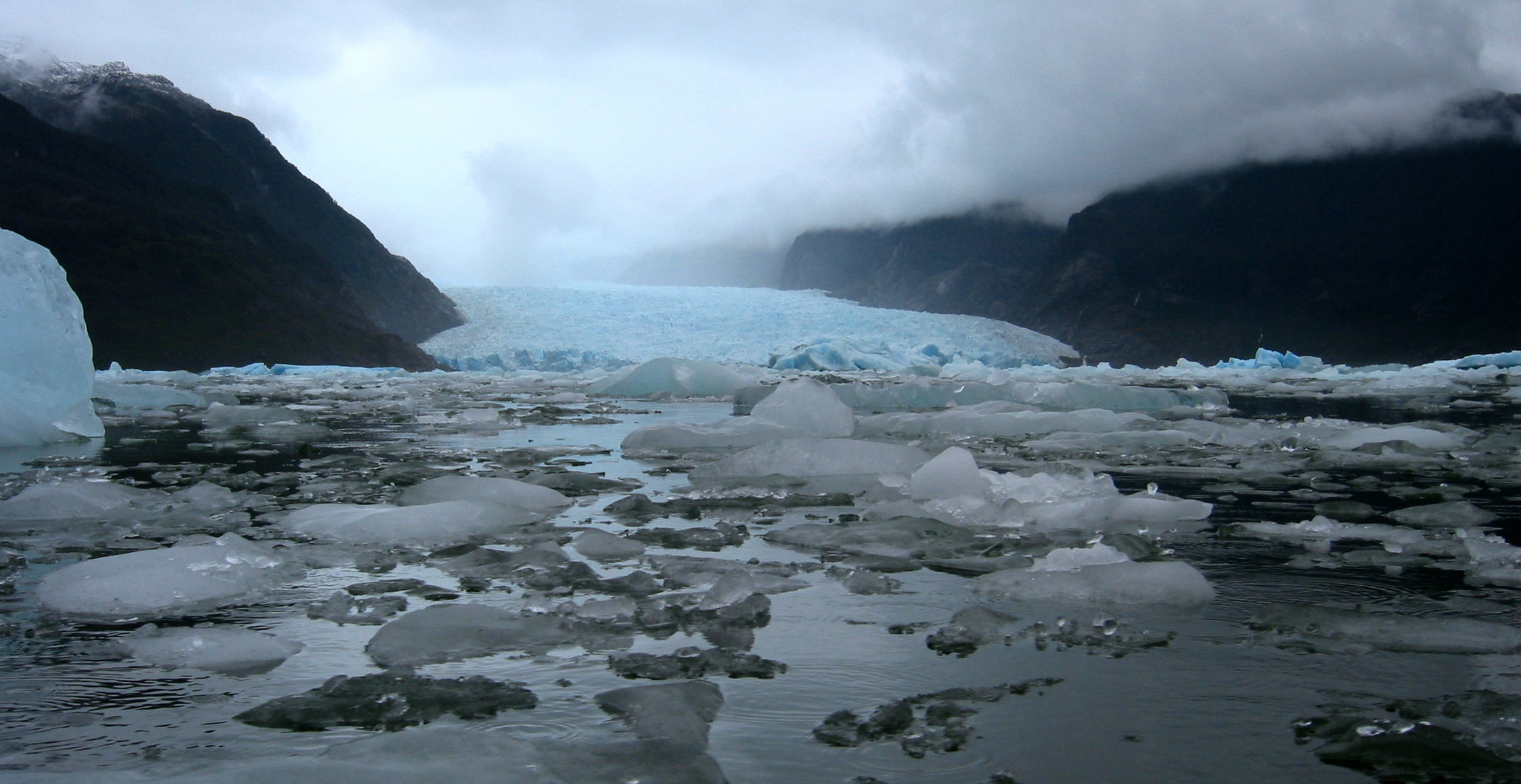
La laguna San Rafael es uno de los principales atractivos turísticos de Aysén.

Una de las actividades económicas de crecimiento más acelerado en Aysén es el turismo, gracias a sus parajes patagónicos y al carácter prístino de estos. La mayoría de los numerosos atractivos naturales que posee no han sido desarrollados (Campos de Hielo e Islas vírgenes). Entre enero y octubre de 2017 hubo 124 495 turistas extranjeros que ingresaron a la región. Además, el número total de viajeros durante el periodo enero y septiembre del mismo año ascendió a 431 124 personas.
En Coyhaique está el Museo Regional de la Patagonia. Posee muestras de paleontología, arqueología y antropología regional, geología y mineralogía y de historia natural, aunque de bajo nivel museológico. También tiene fotografías y muestras de los elementos usados por los inmigrantes de la región.

## Relaciones internacionales
La Región de Aysén es sede de una serie de instituciones de relaciones internacionales, tales como la Unidad Regional de Asuntos Internacionales (URAI) del Gobierno Regional de Aysén en Coyhaique, encargada del análisis y gestión de las relaciones bilaterales y multilaterales de la región con América Latina y el resto del mundo, la Comisión de Asuntos Internacionales del Consejo Regional de Aysén, la oficina regional en Coyhaique del Servicio Nacional de Migraciones, la oficina regional en Coyhaique de la Dirección General de Promoción de Exportaciones (ProChile), y el Departamento de Migraciones y Policía Internacional de la Policía de Investigaciones en Coyhaique.
En materia de internacionalización en educación superior, el principal actor dentro de la Región de Aysén es la Unidad de Relaciones Internacionales de la Universidad de Aysén.

### Consulados en Puerto Aysén
| - España (Viceconsulado Honorario) |

## Educación
En la región existen 78 establecimientos educacionales que permiten la formación de 23 416 educandos (2002) de los niveles prebásico, básico, especial y medio. Esta cifra representa el 0,7 % de los 3601 institutos profesionales y centros de formación técnica, los que forman un total 159 educandos.
En 2013 se fundó el Centro Universitario de la Patagonia de la Universidad de Magallanes en la ciudad de Coyhaique, con dos carreras de pregrado y ocho carreras técnicas, continuidad de estudio, planes especiales y dos postgrados. Y en 2015 se creó la Universidad de Aysén —con sede en Coyhaique— la primera casa universitaria estatal fundada desde 1993.

## Demografía

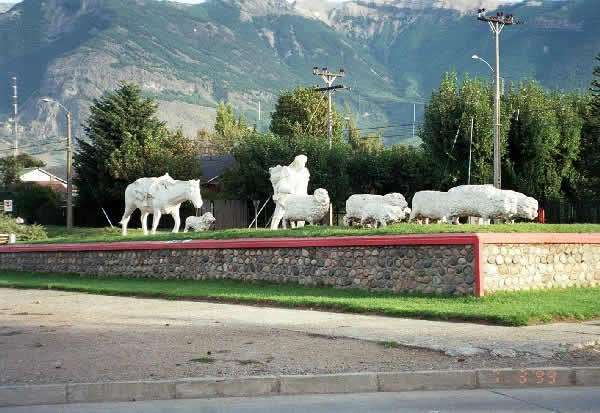
«Monumento al ovejero», en Coyhaique.

Esta región fue la última que se incorporó al que hacer del país, mucho después incluso que la más austral Región de Magallanes. Su situación geográfica y las dificultades de transporte explican el escaso interés que durante el siglo XIX despertaron estas tierras, al punto de que ni siquiera se pensó en colonizarlas con inmigrantes, como sucedió con las demás regiones sureñas.
Tras la firma del Tratado de Límites con Argentina de 1881, algunos colonos vinieron a asentarse en esas tierras, a las que llegaron desplazándose por el actual territorio argentino (-11; -6) hacia los valles que cruzan los Andes de este a oeste.[cita requerida] El esfuerzo anónimo y privado culminó con la creación de las ciudades de Puerto Aysén en 1904, Balmaceda en 1917 y Coyhaique en 1929. La más antigua de las localidades es Melinka (Queridita en ruso), establecida a mediados del siglo XIX en isla Ascensión, archipiélago de las Guaitecas; en esa época perteneciente a la provincia de Chiloé.

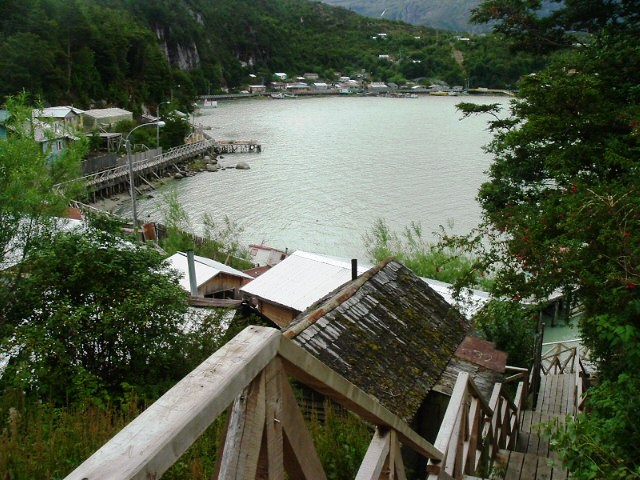
Caleta Tortel, una de las localidades de más difícil acceso en la región.

La población nativa tampoco fue abundante. En la región cordillerana habitaban los Tehuelches. En la costa e islas se encontraban comunidades de chonos que habitaban los archipiélagos de las Guaitecas y de los Chonos. En los archipiélagos al sur del golfo de Penas y hasta Tierra del Fuego vivían los kawésqar o alacalufes, también pescadores. Ambos grupos fueron diezmados con rapidez por las enfermedades y los ataques de los colonos provenientes de otras regiones chilenas y de Europa.
La Región de Aysén es la menos poblada del país. Según el censo del 2017 tenía solo 103 158 habitantes para una superficie de 106 990,9 km², lo que implica una densidad muy baja: 0,96 habitantes por km². Desde 2002 hasta 2017 se calculó una tasa media de crecimiento de 0,8 por cada 100 habitantes.
Las comunas más pobladas son (censo 2017): Coyhaique (57 818 hab.); Aysén (23 959 hab.); Cisnes (6517 hab.); Chile Chico (4865 hab.); Cochrane (3490 hab.); Guaitecas (1843 hab.).

## Transporte y comunicaciones

### Red vial

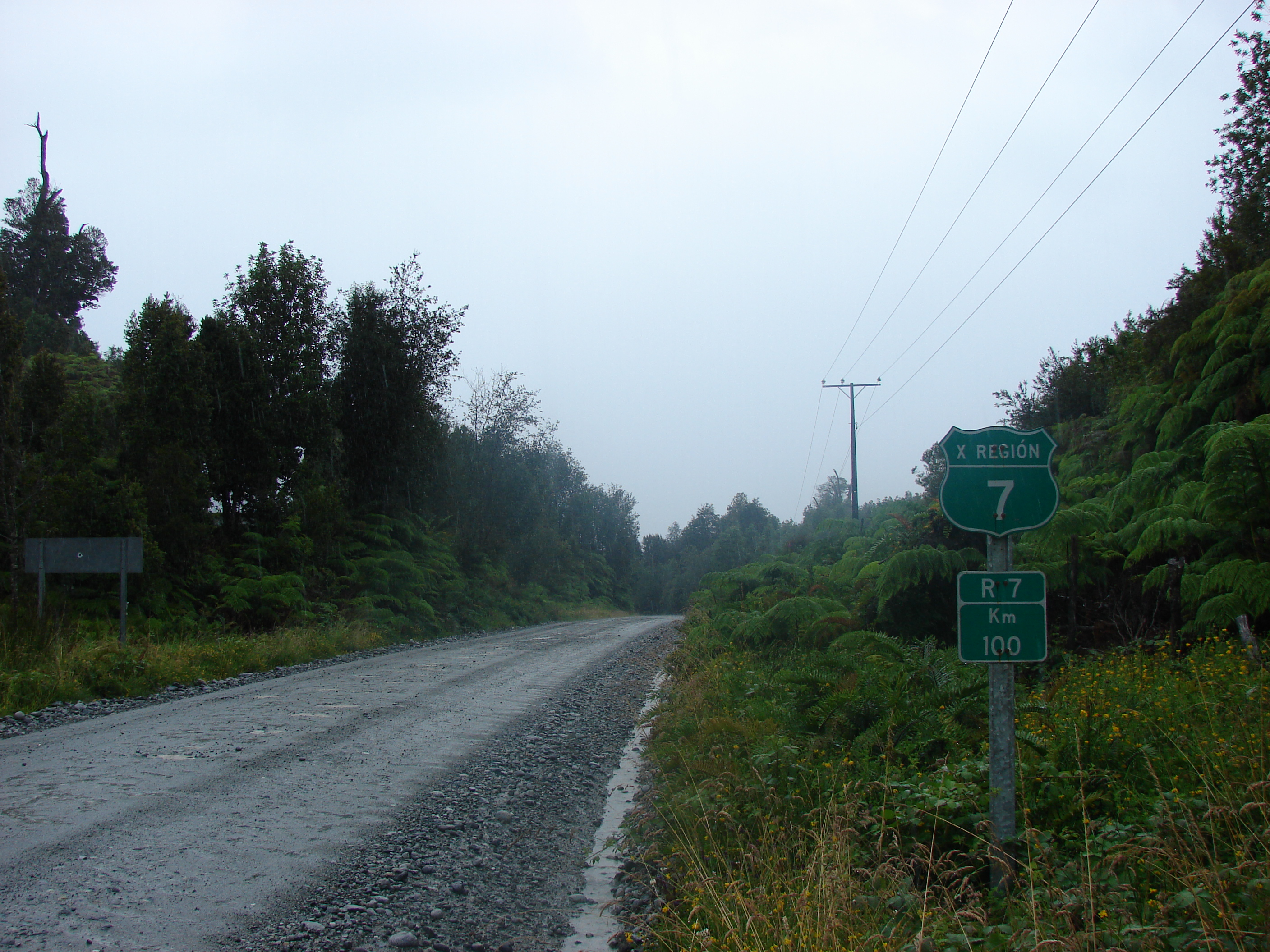
La Carretera Austral (CH-7) es la principal vía de comunicación de la región.

La región tiene en total (a diciembre de 2004) 2730 km de caminos de uso público (hormigón y asfalto, además de ripio). La principal vía local en el sentido norte-sur es la Carretera Austral. Esta sale de Puerto Montt y luego de 420 km llega a Coyhaique, la capital regional. Tras otros 531 km se arriba a Villa O'Higgins, donde termina en la actualidad completando 951 kilómetros de recorrido. En la actualidad se trabaja en la pavimentación del tramo Chaitén (X región) y Coyhaique, además de caminos transversales hacia Palena y Puerto Raúl Marín Balmaceda.

### Parque automotor
La Región de Aysén tiene, al año 2004, un parque automotor de 23 060 vehículos, lo que corresponde a un 0,6 por ciento de los 2 980 024 vehículos que existen en el país. Esto la convierte en la región con el menor número de vehículos de Chile.

### Transporte marítimo y aéreo

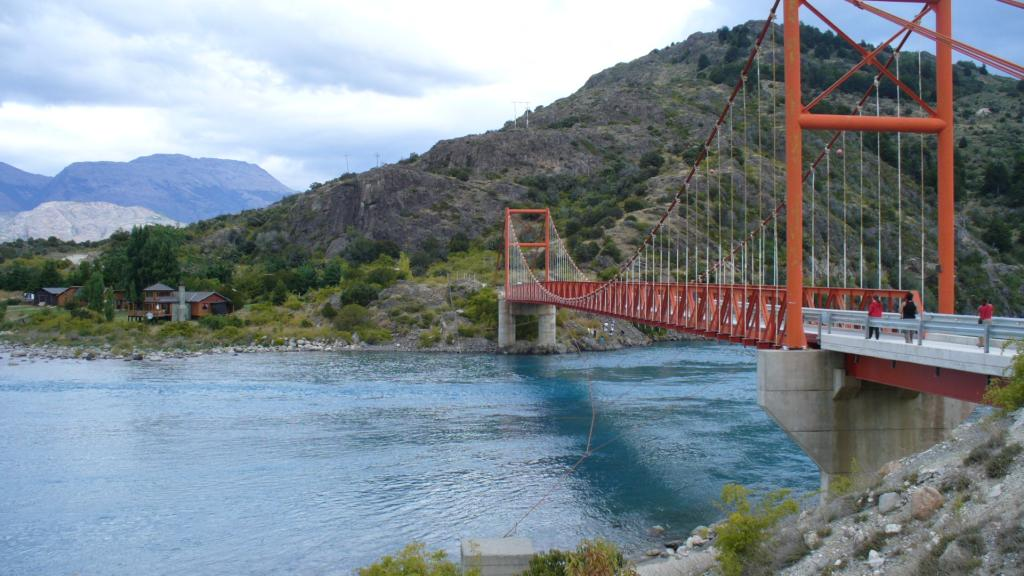
Puente General Carrera, que cruza sobre el desagüe del lago General Carrera.

La región posee un solo puerto comercial, Puerto Chacabuco, que presta servicio a toda la actividad económica local y al que llegan los transbordadores de las empresas particulares que trasladan carga y pasajeros desde Puerto Montt, Chaitén, Chonchi o Quellón. Por lo general las embarcaciones que recalan en este puerto cubren el tramo desde Puerto Montt a Punta Arenas con varias escalas de interés turístico. Las principales empresas que hacen el cabotaje regional son Navimag, Naviera Austral y Skorpios.
El medio aéreo es vital para la vinculación con el resto del territorio, sobre todo para el transporte de pasajeros. Existen dos aeropuertos comerciales: el de Coyhaique y el de Balmaceda. Este último, distante a unos 40 km de Coihaique, está habilitado para atender a grandes aviones comerciales. El grado de aislamiento terrestre de la mayor parte de las localidades aiseninas hace imprescindible su vinculación aérea, existiendo muchos aeródromos pequeños que son, en largos períodos del año, la única forma de comunicación cuando los caminos son cubiertos por la nieve entre abril y noviembre.